# Kurt Bloch (Politiker)
Kurt Paul Bloch (* 7. Januar 1871 in Neiße; † 11. August 1915 bei Pobryk) war ein deutscher Verwaltungsbeamter und Politiker.

## Leben
Bloch war der Sohn des Maurermeisters Heinrich Bloch in Vorglau und dessen Ehefrau Betha geborene Beutner. Er war evangelisch-lutherischer Konfession und heiratete am 7. Februar 1903 in Dessau Elsbeth Margaretha Magdalene Walkhof (* 8. Juli 1883 in Oschersleben an der Bode). Der älteste von drei gemeinsamen Söhnen war Friedrich Bloch.
Bloch war bis 1910 herzoglich Anhaltinischer Kreisvermesser in Ballenstedt und wechselte am 1. Januar 1911 als kommissarischer Vorstand an das Katasteramt Gera. Zum 1. Februar 1911 erhielt er die definitive Anstellung und wurde später Oberlandmesser. Er wohnte in Untermhaus. Daneben war er seit Februar 1912 Aufsichtsrat bei der Gemeinnützigen Baugesellschaft Reuß j.L. in Gera. 1914 wurde er zum Steuerrat ernannt.
Er war Hauptmann der Reserve im 2. Landwehr-Bataillon. Im Ersten Weltkrieg wurde er am 1. August 1914 eingezogen und diente im Oktober 1914 an der Westfront als Kompanieführer der 8. Kompanie des Reserve-Infanterie-Regiments Nr. 116. Am 11. August 1915 fiel er in der Schlacht bei Probryk in Russland.

## Politik
Er vertrat konservativ-agrarische Positionen und war Mitglied im Bund der Landwirte. Vom 25. Januar 1914 bis zu seinem Tod am 11. August 1915 war er Abgeordneter im Landtag Reuß jüngerer Linie. Nach seinem Tod rückte Hermann Ampach in den Landtag nach.